# Liste de franchises de jeux vidéo Sega
Cette liste regroupe les franchises de jeux vidéo Sega dont les séries de jeux vidéo sont éditées ou développées par Sega ou ses filiales. Toutes les séries couvrant plusieurs jeux sont listées ici. Les jeux qui sont développés et publiés par des tiers, mais sortis sur les consoles Sega ne sont pas répertoriés ici. La quasi-totalité de ces titres et séries sont publiés par Sega à l'exception d'un couple de franchises pour lesquelles Sega est le développeur. Dans le cas d'une franchise dans laquelle il y a plusieurs jeux mais où aucun article de la série existe, le premier jeu de la série est l'article principal et est relié à cette liste.
Parmi les franchises énumérées ici, certaines sont maintenant détenues par 2K Sports, ces franchises sont publiées par Sega jusqu'à ce que la société cède leurs droits en 2005. Dans le cas de ces jeux, la dernière date de sortie donnée pour la franchise est celle du dernier jeu pour lequel Sega est impliqué dans son édition.
Est également incluse dans la liste la franchise Total War. Bien que cette série ne débute pas avec Sega comme étant développeur ou éditeur, Sega publie les jeux après le rachat de la société à l'origine de la franchise.
| Franchise ou jeu                         | Plate(s)-forme(s) | Développeur principal                                                            | Genre principal                                      | Date de sortie originelle | Dernier titre sorti |
| ---------------------------------------- | --- | -------------------------------------------------------------------------------- | ---------------------------------------------------- | ------------------------- | ------------------- |
| After Burner                             | Arcade, PlayStation Portable, PlayStation 3 | Sega-AM2                                                                         | Simulateur de vol de combat, rail shooter            | 1987                      | 2010                |
| Alex Kidd                                | Master System, Mega Drive, PlayStation 2 (Sega Mega Drive Collection), PlayStation Portable (Sega Genesis Collection), PlayStation 3 (Sega Mega Drive Ultimate Collection), Xbox 360 (Sega Mega Drive Ultimate Collection)                                                    | Overworks                                                                        | Plates-formes, aventure, hack and slash              | 1986                      | 2009                |
| Altered Beast                            | Arcade, Mega Drive, Game Boy Advance, PlayStation 2 | Overworks                                                                        | Beat them all                                        | 1988                      | 2005                |
| Baku Baku Animal                         | Arcade, Master System, Game Gear, Saturn | Sega                                                                             | Puzzle                                               | 1995                      | 1998                |
| La Légende de Thor                       | Mega Drive, Saturn | Ancient                                                                          | Action-RPG, action-aventure                          | 1994                      | 1996                |
| Bayonetta                                | Xbox 360, PlayStation 3, Wii U | Platinum Games                                                                   | Action, hack and slash                               | 2009                      | 2014                |
| Blazing Heroes                           | Saturn | Sega                                                                             | Tactical RPG                                         | 1995                      | 1996                |
| Bleach                                   | Nintendo DS, Wii | Treasure Co. Ltd, Polygon Magic                                                  | Combat                                               | 2005                      | 2008                |
| Bug!                                     | Saturn | Realtime Associates                                                              | Plates-formes                                        | 1995                      | 1996                |
| Border Break                             | Arcade | Sega                                                                             | TPS, action                                          | 2009                      | 2012                |
| Chu Chu Rocket                           | Dreamcast, Game Boy Advance | Sonic Team                                                                       | Puzzle                                               | 1999                      | 2001                |
| Clockwork Knight                         | Saturn | Sega                                                                             | Plates-formes                                        | 1994                      | 1995                |
| Columns                                  | Mega Drive | Sega                                                                             | Puzzle                                               | 1990                      | 1997                |
| Condemned: Criminal Origins              | Xbox 360, PlayStation 3, Microsoft Windows | Monolith Productions                                                             | Action                                               | 2005                      | 2008                |
| Congo Bongo                              | Arcade, ColecoVision, Atari 5200, Atari 8-bit, Intellivision, Atari 2600, TI-99/4A, Commodore VIC-20, Commodore 64, DOS | Sega                                                                             | Plates-formes isométriques                           | 1983                      | 2005                |
| Crazy Taxi                               | Arcade, Dreamcast, GameCube, PlayStation 2, Xbox, PlayStation Portable, XBLA, PlayStation Network | Hitmaker                                                                         | Course, action                                       | 1999                      | 2007                |
| Daytona USA                              | Arcade, Saturn, Dreamcast, XBLA, PlayStation Network, PC | Sega AM2, Amusement Vision                                                       | Course                                               | 1993                      | 2011                |
| DecAthlete                               | Sega Titan Video, Saturn, Dreamcast, Naomi GD-ROM, PlayStation 2 | Sega AM3                                                                         | Sport                                                | 1996                      | 2004                |
| Derby Owners Club                        | Arcade | Hitmaker                                                                         | Sport hippique                                       | 2000                      | 2002                |
| Dinosaur King                            | Arcade, Nintendo DS | Sega                                                                             | Cartes à collectionner                               | 2005                      | 2007                |
| Dragon Force                             | Saturn | Sega                                                                             | RTS, tactical RPG                                    | 1996                      | 1998                |
| Dynamite Cop                             | Arcade, Saturn, Dreamcast | Wow Entertainment                                                                | Beat them all                                        | 1996                      | 1998                |
| Dynamite Dux                             | Arcade, Master System | Sega                                                                             | Beat them all                                        | 1989                      | 1990                |
| Ecco the Dolphin                         | Mega Drive, Mega-CD, Game Gear, Master System, Sega Pico, Dreamcast, PlayStation 2 | Appaloosa Interactive                                                            | Action-aventure                                      | 1992                      | 2001                |
| Eternal Champions                        | Mega Drive, Mega-CD | Sega                                                                             | Combat                                               | 1993                      | 1995                |
| Fantasy Zone                             | Arcade, Master System, Mega Drive, Game Gear | Sega                                                                             | Shoot 'em up                                         | 1986                      | 2014                |
| Project Rub                              | Nintendo DS | Sonic Team                                                                       | Minis-jeux                                           | 2004                      | 2005                |
| Ferrari F355 Challenge                   | Arcade, Dreamcast, PlayStation 2 | Sega AM2                                                                         | Course, sim racing                                   | 1999                      | 2000                |
| Fighting Vipers                          | Arcade, Saturn, Dreamcast, PlayStation 2, XBLA, PlayStation Network | Sega AM2                                                                         | Combat                                               | 1995                      | 2001                |
| Fist of the North Star                   | Arcade, PlayStation 2 | Arc System Works                                                                 | Combat                                               | 2005                      | 2007                |
| Football Manager                         | Microsoft Windows | Sports Interactive                                                               | Sport, gestion                                       | 2004                      | 2020                |
| Full Auto                                | Xbox 360, PlayStation 3, PlayStation Portable | Pseudo Interactive                                                               | Course                                               | 2006                      | 2007                |
| Ghost Squad                              | Arcade, Wii | Sega AM2                                                                         | Rail shooter, tir                                    | 2004                      | 2007                |
| Golden Axe                               | Master System, Mega Drive, Game Gear, Saturn, PlayStation 3, Xbox 360 | Sega                                                                             | Hack and slash, Beat them all                        | 1989                      | 2008                |
| Gunstar Heroes                           | Mega Drive, Game Gear | Treasure Co. Ltd                                                                 | Run and gun                                          | 1993                      | 2005                |
| Hang-On                                  | Arcade, Master System, Mega Drive | Sega AM2                                                                         | Course                                               | 1985                      | 1987                |
| Hatsune Miku: Project DIVA               | PlayStation Portable, PlayStation 3, PlayStation 4, PlayStation Vita | Sega                                                                             | Rythme                                               | 2009                      | 2014                |
| Headhunter                               | Dreamcast, PlayStation 2, Xbox | Amuze                                                                            | Action-aventure                                      | 2002                      | 2004                |
| Hero Bank                                | Nintendo 3DS | Sega                                                                             | Action-RPG                                           | 2014                      | 2014                |
| House of the Dead                        | Arcade, Saturn, Dreamcast, Wii, Xbox, PlayStation 3, PC | Wow Entertainment                                                                | Rail shooter, tir                                    | 1996                      | 2013                |
| Initial D Arcade Stage                   | Arcade, PlayStation 2, PlayStation Portable, PlayStation 3 | Sega Rosso                                                                       | Course                                               | 2001                      | 2014                |
| Jet Set Radio                            | Dreamcast, Xbox, Game Boy Advance, Playstation Network, XBLA, iOS, Steam | Smilebit                                                                         | Jeu d'action, plates-formes                          | 2000                      | 2012                |
| Joe Montana Football                     | Mega Drive | Sega                                                                             | Sport                                                | 1991                      | 1994                |
| Jurassic Park                            | Master System, Game Gear, Mega Drive, Mega-CD | BlueSky Software, Appaloosa Interactive, Hitmaker                                | Jeu d'action, aventure point-and-click, rail shooter | 1993                      | 1997                |
| K-On! Hōkago Live!!                      | PlayStation Portable, PlayStation 3 | Sega                                                                             | Rythme                                               | 2010                      | 2012                |
| Last Bronx                               | Arcade, Saturn, PlayStation 2 | Hitmaker                                                                         | Combat                                               | 1996                      | 2006                |
| MadWorld                                 | Wii | Platinum Games                                                                   | Beat them all                                        | 2009                      | 2011                |
| Magic Knight Rayearth                    | Saturn | Sega                                                                             | Action-RPG, action-aventure                          | 1995                      | 1998                |
| Manx TT Superbike                        | Arcade, Saturn, PC | Sega                                                                             | Course                                               | 1995                      | 1997                |
| Metropolis Street Racer                  | Dreamcast | Bizarre Creations                                                                | Course                                               | 2000                      | 2001                |
| Monaco GP                                | Arcade, SG-1000, Master System, Mega Drive, Game Gear | Sega, Gremlin Industries                                                         | Course                                               | 1979                      | 1992                |
| NBA 2K                                   | Dreamcast, PlayStation 2, Xbox, GameCube | Visual Concepts                                                                  | Sport                                                | 1999                      | 2004                |
| NFL 2K                                   | Dreamcast, PlayStation 2, Xbox, GameCube | Visual Concepts                                                                  | Sport                                                | 1999                      | 2004                |
| NHL 2K                                   | Dreamcast, PlayStation 2, Xbox, GameCube | Black Box Games, Kush Games                                                      | Sport                                                | 2000                      | 2004                |
| Nights into Dreams                       | Saturn, PlayStation 2, Wii, XBLA, PlayStation Network | Sonic Team                                                                       | Action-aventure, action                              | 1996                      | 2007                |
| Oshare Majo: Love and Berry              | Arcade, Nintendo DS | Sega                                                                             | Cartes à collectionner                               | 2004                      | 2006                |
| Mushiking: King of the Beetles           | Arcade, Nintendo DS | Sega                                                                             | Cartes à collectionner                               | 2003                      | 2007                |
| Otogi                                    | Xbox | FromSoftware                                                                     | Hack and slash                                       | 2002                      | 2003                |
| Out Run                                  | Arcade, Master System, Game Gear, Mega Drive, Saturn, PlayStation 2, PlayStation Portable, Xbox | Sega AM2, Sumo Digital                                                           | Course                                               | 1986                      | 2014                |
| Panzer Dragoon                           | Saturn, Game Gear, Xbox, PlayStation 2, PC | Team Andromeda, Smilebit                                                         | Rail shooter, TPS                                    | 1995                      | 2006                |
| Phantasy Star                            | Master System, Mega Drive, Game Gear, Saturn, Dreamcast, Game Boy Advance, GameCube, Xbox, Xbox 360, PlayStation 2, PlayStation Portable, PC, PlayStation Vita | Sega, Overworks, Sonic Team                                                      | RPG, MMORPG                                          | 1987                      | 2014                |
| Pole's Big Adventure                     | Wii | Sega                                                                             | Plates-formes                                        | 2009                      | 2009                |
| Pro Soccer Club o Tsukurou!              | Saturn, Dreamcast, Game Boy Advance, PlayStation 2, PlayStation Portable, Nintendo DS | Sega                                                                             | Sport                                                | 1996                      | 2011                |
| Pro Striker                              | Mega Drive, Game Gear | Sega                                                                             | Sport                                                | 1993                      | 1995                |
| Project Revolution                       | Dreamcast | Sega AM2                                                                         | Shoot 'em up                                         | 1999                      | 2000                |
| Puyo Puyo                                | Arcade, Mega Drive, Game Gear, Saturn, Dreamcast, GameCube, Neo Geo Pocket, Nintendo DS, Game Boy, Game Boy Color, Game Boy Advance, PlayStation 2, PlayStation Portable, Microsoft Windows, Xbox                                                                             | Compile/Sonic Team                                                               | Puzzle                                               | 1991                      | 2014                |
| Rent-A-Hero                              | Mega Drive, Dreamcast | Sega                                                                             | RPG, Action-RPG                                      | 1991                      | 2000                |
| Rez                                      | Dreamcast, PlayStation 2, Xbox 360 | United Game Artists, Q Entertainment                                             | Rail shooter                                         | 2001                      | 2008                |
| Rhythm Thief                             | Nintendo 3DS, iOS | Sega, Xeen                                                                       | Rythme                                               | 2012                      | 2014                |
| Sakura Wars                              | Saturn, Dreamcast, PlayStation 2, Game Boy Color, PlayStation Portable, Nintendo DS, Microsoft Windows, Sega Titan | Sega                                                                             | Tactical RPG, visual novel, drague                   | 1996                      | 2008                |
| Sands of Destruction (World Destruction) | Nintendo DS | imageepoch                                                                       | RPG                                                  | 2008                      | 2010                |
| Sangokushi Taisen                        | Arcade, Nintendo DS | Sega                                                                             | RTS, cartes à collectionner                          | 2005                      | 2010                |
| Samba de Amigo                           | Arcade, Dreamcast, Wii | Sonic Team, Gearbox Software                                                     | Musique, rythme                                      | 1999                      | 2008                |
| Scud Race                                | Arcade | Amusement Vision                                                                 | Course                                               | 1996                      | 1997                |
| Seaman                                   | Dreamcast, PlayStation 2 | Vivarium Inc., Jellyvision                                                       | Simulation                                           | 1999                      | 2007                |
| Sega Bass Fishing                        | Arcade, Dreamcast, Wii, XBLA, PlayStation Network | Wow Entertainment, SIMS Co., Ltd.                                                | Pêche, Sport                                         | 1998                      | 2008                |
| Sega GT                                  | Dreamcast, Xbox | Wow Entertainment                                                                | Course                                               | 2000                      | 2003                |
| Sega Rally Championship                  | Arcade, Saturn, Dreamcast, PlayStation 2, Game Boy Advance, PC | Sega Rosso, Hitmaker                                                             | Course                                               | 1995                      | 2008                |
| Sega Touring Car Championship            | Arcade, Saturn, PC CD-ROM | Sega AM3                                                                         | Course                                               | 1996                      | 1998                |
| Sega Superstars                          | PlayStation 2, PlayStation 3, Wii, Nintendo DS, Xbox 360, PlayStation Vita, Wii U, Nintendo 3DS | Sonic Team, Sumo Digital                                                         | Party, Sport                                         | 2004                      | 2012                |
| Sega Worldwide Soccer                    | Saturn, Dreamcast | Sega, Silicon Dreams Studio                                                      | Sport                                                | 1995                      | 2000                |
| Shenmue                                  | Dreamcast, Xbox, PlayStation 4 | Sega AM2                                                                         | Action-aventure, simulation de vie                   | 1999                      | 2019                |
| Shining                                  | Mega Drive, Game Gear, Mega-CD, Saturn, Game Boy Advance, PlayStation 2, Mobile, Nintendo DS, Arcade, iPhone, PSP, Microsoft Windows, Android | Climax Entertainment, Amusement Vision, Camelot Software Planning, Neverland Co. | RPG, tactical RPG, action-RPG                        | 1991                      | 2014                |
| Shinobi                                  | Arcade, Master System, Mega Drive, Game Gear, Saturn, PlayStation 2, Nintendo 3DS | Sega, Overworks                                                                  | Action, hack and slash, Plates-formes                | 1987                      | 2011                |
| Skies of Arcadia                         | Dreamcast, GameCube | Overworks                                                                        | RPG                                                  | 2000                      | 2002                |
| Sonic the Hedgehog                       | Master System, Mega Drive, Game Gear, Mega-CD, 32X, Saturn, game.com, Dreamcast, Neo Geo Pocket, Game Boy Advance, GameCube PlayStation 2, Xbox, Nintendo DS, PlayStation Portable, Wii, PlayStation 3, Xbox 360, Arcade, iOS Android, Nintendo 3DS, Wii U, Microsoft Windows | Sonic Team                                                                       | Plates-formes                                        | 1991                      | 2023                |
| Space Channel 5                          | Dreamcast, PlayStation 2, Game Boy Advance XBLA, PlayStation Network | United Game Artists                                                              | Musique, rythme                                      | 1999                      | 2003                |
| Space Harrier                            | Arcade, Master System, Mega Drive | Sega AM2                                                                         | Rail shooter, TPS                                    | 1985                      | 2013                |
| Spikeout                                 | Arcade, Xbox | Sega, Dimps                                                                      | Beat them all                                        | 1997                      | 2005                |
| Starhorse                                | Arcade | Sega                                                                             | Sport hippique, Course                               | 2000                      | 2011                |
| Star Wars Arcade                         | Arcade, 32X | Sega, LucasArts, Sega Rosso                                                      | Action, simulation de vol spatial                    | 1993                      | 1998                |
| Streets of Rage                          | Master System, Mega Drive, Game Gear | Sega, Overworks                                                                  | Beat them all                                        | 1991                      | 2020                |
| Super Monkey Ball                        | Arcade, GameCube, Wii, PlayStation 2 | Sega                                                                             | Party, Plates-formes                                 | 2001                      | 2014                |
| Thunder Blade                            | Arcade, Mega Drive | Sega                                                                             | Rail shooter, TPS, Action                            | 1987                      | 1988                |
| Time Traveler                            | Arcade | Sega                                                                             | Film interactif, Combat                              | 1991                      | 2001                |
| The Conduit                              | Wii | High Voltage Software                                                            | FPS                                                  | 2009                      | 2011                |
| ToeJam & Earl                            | Mega Drive, Xbox | ToeJam & Earl Productions                                                        | Action-aventure                                      | 1991                      | 2002                |
| Total War                                | Microsoft Windows | The Creative Assembly                                                            | RTS, tour par tour                                   | 2000                      | 2016                |
| Toy Commander                            | Dreamcast | No Cliché                                                                        | Stratégie, Course                                    | 1999                      | 2000                |
| Valkyria Chronicles                      | PlayStation 3, PlayStation Portable, Steam, PlayStation 4, Nintendo Switch | Overworks                                                                        | Tactical RPG, tour par tour                          | 2008                      | 2018                |
| Vectorman                                | Mega Drive | BlueSky Software                                                                 | Plates-formes                                        | 1995                      | 1996                |
| Virtua Cop                               | Arcade, Saturn, PC | Sega AM2                                                                         | Rail shooter, tir                                    | 1994                      | 2002                |
| Virtua Fighter                           | Arcade, 32X, Saturn, Dreamcast, PlayStation 2, PlayStation 3, Xbox 360, PC | Sega AM2                                                                         | Combat                                               | 1993                      | 2012                |
| Virtua Racing                            | Arcade, Mega Drive, 32X, Saturn | Sega AM2                                                                         | Course                                               | 1992                      | 1996                |
| Virtua Striker                           | Arcade, Dreamcast, GameCube | Sega AM2, Amusement Vision                                                       | Sport                                                | 1994                      | 2006                |
| Virtua Tennis                            | Arcade, Dreamcast, PlayStation 2, PlayStation 3, PlayStation Portable, Xbox 360 | Hitmaker                                                                         | Sport                                                | 1999                      | 2011                |
| Virtual On                               | Arcade, Saturn, Dreamcast, PlayStation 2 | Hitmaker, Sega                                                                   | TPS, action                                          | 1995                      | 2003                |
| Wonder Boy                               | Arcade, Master System, Game Gear, Mega Drive | Sega, Westone Bit Entertainment                                                  | Plates-formes, action-RPG                            | 1986                      | 1991                |
| World Club Champion Football             | Arcade | Sega                                                                             | Sport                                                | 2002                      | 2010                |
| World Series Baseball                    | Game Gear, Mega Drive, 32X, Sega Saturn, Dreamcast, Windows, Xbox, PlayStation 2 | Sega, BlueSky Software, WOW Entertainment, Visual Concepts, Blue Shift           | Sport (baseball)                                     | 1993                      | 2003                |
| Yakuza                                   | PlayStation 2, PlayStation 3, PlayStation 4 | Sega                                                                             | Action-adventure, action-RPG, Beat them all          | 2005                      | 2015                |
| Zaxxon                                   | Arcade, Sega SG-1000 | Sega                                                                             | Shoot 'em up                                         | 1982                      | 2012                |